# Gyökérrágóformák
A gyökérrágóformák (Tachyoryctinae) az emlősök (Mammalia) osztályának rágcsálók (Rodentia) rendjébe, ezen belül a földikutyafélék (Spalacidae) családjába tartozó alcsalád.
Korábban a gyökérrágóformák-fajokat a bambuszpatkányformák (Rhizomyinae) alcsaládjába sorolták.

## Rendszerezés
Az alcsaládba az alábbi 1 élő nem és 13 faj tartozik:
- Tachyoryctes Rüppell, 1835
  - Tachyoryctes ankoliae Thomas, 1909
  - Tachyoryctes annectens Thomas, 1891
  - Tachyoryctes audax Thomas, 1910
  - Tachyoryctes daemon Thomas, 1909
  - Tachyoryctes ibeanus Thomas, 1900 - korábban a Tachyoryctes splendens alfajának tekintették
  - óriás gyökérrágó (Tachyoryctes macrocephalus) Rüppell, 1842
  - Tachyoryctes naivashae Thomas, 1909
  - Tachyoryctes rex Heller, 1910
  - Tachyoryctes ruandae Lönnberg & Gyldenstolpe, 1925
  - Tachyoryctes ruddi Thomas, 1909
  - Tachyoryctes spalacinus Thomas, 1909
  - aranyos gyökérrágó (Tachyoryctes splendens) Rüppell, 1835 - típusfaj
  - Tachyoryctes storeyi Thomas, 1909 - korábban a Tachyoryctes annectens alfajának tekintették

Az alábbi fosszilis nemeket, egyes rendszerezők ebbe az alcsaládba helyezik:
- †Eicooryctes
- †Kanisamys
- †Nakalimys
- †Prokanisamys
- †Pronakalimys
- †Protachyoryctes
- †Rhizomyides